# Такана (вулкан)
Такана́ (исп. Tacaná) — вулкан в Центральной Америке, расположенный на границе Гватемалы и Мексики.
Такана является активным стратовулканом, с высотой вершины 4064 м являясь 10-м по высоте в Мексике и 2-м в Гватемале. Он расположен в 15 км к северу от города Какаоатан штата Чьяпас в Мексике, а со стороны Гватемалы в департаменте Сан-Маркос.
Известные извержения происходили в 1855, 1878, 1903, с 1949 по 1951 годы. Последнее извержение зафиксировано в 1986 году.